# Pioneer 11
Pioneer 11 je svemirska letjelica lansirana 4. travnja 1973. za istraživanje Sunčevog sustava. Nakon što je fotografirala Jupiter nastavila je putovati prema Saturnu (Pioneer 11 je prva letjelica koja je posjetila Saturn). Letjelica danas putuje prema zvijezdi Lambda (λ) Orla. Posljednji kontakt s letjelicom bio je 24. studenog 1995. godine. Od svih letjelica koje napuštaju Sunčev sustav, Pioneer 11 je najsporija i do svog će cilja doći tek za 4 milijuna godina[nedostaje izvor].